# جون ريا
جون ريا (بالإنجليزية: John Rhea) هو محامي وسياسي أمريكي، ولد في 1753 في مقاطعة لندنديري في المملكة المتحدة، وتوفي في 27 مايو 1832 في الولايات المتحدة. انتخب عضو مجلس نواب تينيسي وانتخب عضو مجلس النواب الأمريكي.